# 川崎市立百合丘小学校
川崎市立百合丘小学校（かわさきしりつ ゆりがおかしょうがっこう）は、神奈川県川崎市麻生区百合丘2丁目にある公立小学校。

## 沿革
出典
- 1964年（昭和39年） - 西生田小学校百合丘分校設置許可。
- 1965年（昭和40年） - 西生田小学校より分離独立。校歌完成。開校式挙行。校章披露。
- 1967年（昭和42年） - プール完成。
- 1968年（昭和43年） - 開校4年目にして、市内一のマンモス校となる。当時の学級数は39学級、児童数は1622名。
- 1969年（昭和44年） - 南百合丘小学校を分離独立させる。
- 1970年（昭和45年） - 体育館新築工事竣工。
- 1976年（昭和51年）4月5日[2] - 金程地区の児童81名が、千代ヶ丘小学校独立により、分離する。
- 1984年（昭和59年） - 理科実験室、理科準備室完成。
- 1985年（昭和60年） - 音楽室、図書室完成。
- 1986年（昭和61年） - 校長室、事務センター、用務員室、保健室、社会科資料室及び家庭科室、更衣室、便所改修工事完了。
- 1987年（昭和62年） - 体育館照明改修、なかよし教室改修工事完了。
- 1989年（平成元年） - エアコン取り付け工事完了（第2校舎）。
- 1991年（平成3年）4月[3] - 万福寺地区児童19名が、麻生小学校独立により、分離する。
- 1998年（平成10年） - 休憩室・印刷室改修。校地斜面工事開始。給食室シャワー工事完了。
- 1999年（平成11年） - ゆとりの読書室完成。
- 2001年（平成13年） - プール用更衣室とプール用トイレ完成。ゴミステーション完成。
- 2002年（平成14年） - 作業小屋完成。わくわくプラザ完成
- 2003年（平成15年） - 体育館屋根補修。
- 2004年（平成16年） - 正門に電磁鍵設置。
- 2005年（平成17年） - 校舎壁面モノレタノレ改修。
- 2006年（平成18年） - 児童トイレ男女仕切り及び洋式便器設置。音楽室・校長室・用務員室、空調設備設置。天井扇設置。
- 2007年（平成19年） - PC室照明器具増設。PC教室配置。体育倉庫屋根補修。
- 2008年（平成20年） - 改築基本構想委員会設立。PC設置。
- 2010年（平成22年） - 仮設校舎完成し、改築工事着工。
- 2012年（平成24年） - 万福寺地区が本校学区に編入。新校舎完成し、仮設校舎解体。校庭改修工事開始。新校舎落成記念式典挙行。
- 2013年（平成25年） - 校庭改修工事修了（前面完成）。体育倉庫・作業小屋・外トイレ完成。
- 2015年（平成27年） - 創立50周年記念式典挙行。
- 2018年（平成30年） - 寺子屋事業開設。
- 2020年（令和2年） - 新型コロナ感染症予防のため、大幅に行事が変更された。

## 通学区域
出典
- 高石4丁目（全域）、高石5丁目（1番～5番・16番～22番）、万福寺2丁目（4番～21番）、万福寺3丁目（12番）、万福寺4丁目（1番～3番）、百合丘1丁目（全域）、百合丘2丁目（全域）

## 進学先中学校
出典
- 川崎市立西生田中学校 - 百合丘地区と高石地区から通う児童の主な進学先
- 川崎市立麻生中学校 - 万福寺地区から通う児童の主な進学先

## 学校周辺
- 百合ヶ丘駅前郵便局
- 至誠館ゆりがおか保育園
- 川崎市消防局麻生消防署百合丘出張所
- 小田急電鉄小田原線百合ヶ丘駅
- このほか、マンションや中小規模の公園なども点在する。

## アクセス
- 小田急電鉄百合ヶ丘駅（南口）から、徒歩約230m・約4分。
- 小田急バス「百01」・「百02」の各系統で、「管理事務所前」バス停下車後、徒歩約120m・約2分。